# Der Kampf gegen Berlin
Der Kampf gegen Berlin ist ein 1925 entstandener, deutscher Stummfilm von Max Reichmann mit Carlo Aldini und Jenny Jugo in den Hauptrollen.

## Handlung
Mac Nilson, ein begabter junger Ingenieur, hat eine tolle Erfindung gemacht, die er nun dem deutschen Magnaten Randolf verkaufen will. Aus diesem Grund reist er, aus London kommend, nach Berlin. Unterwegs auf dem Schiff lernt Mac Randolfs Tochter Evi kennen, die sich aber beide einander nicht vorstellen. Ebenfalls an Bord befindet sich der polizeilich gesuchte Ganove William Tesborn, der sogleich ein dickes Geschäft wittert. Er betäubt Mac und stiehlt diesem dessen Pass und seine gesamte Barschaft. Ganz ohne Papiere und niemandem, der seine Identität bestätigen könnte, hält man Nilson nun für den gesuchten Hochstapler Tesborn. Nach allerlei Mühsal gelingt es Mac, sich bis nach Berlin durchzuschlagen, wo der falsche Mac Nilson, als Tesborn, bereits seine Angel nach Herrn Randolf ausgeworfen hat. 
Hier kommt es auch zur Wiederbegegnung zwischen Evi und dem echten Mac. Beide sind sich sehr sympathisch, und Evi ist davon überzeugt, dass „ihr“ Mac Nilson kein Schurke ist. Derweil versucht Tesborn nicht nur Randolf übers Ohr zu hauen und auszurauben, sondern er bestiehlt sogar Evi. Mac bemerkt dies, holt das entwendete Schmuckstück zurück und übergibt es Evi. Schließlich gelingt es Mac, seine Identität zu beweisen, sodass er sich ganz darauf konzentrieren kann, Tesborn das Handwerk zu legen. In der Randolf’schen Villa ist gerade Tesborn zugange: Er hat den alten Mann niedergeschlagen und alles verfügbare Bargeld zusammengerafft. Vor dem Haus wartet bereits Tesborns Komplize. Doch Mac ist im Gefolge der Polizei eingetroffen und kann den Ganoven überwältigen, ehe der sich aus dem Staub machen kann. Mac stellt sich Herrn Randolf vor … und zwar als Bräutigam in spe seiner Tochter Evi.

## Produktionsnotizen
Der in der zweiten Jahreshälfte 1925 im Phoebus-Film-Atelier hergestellte Streifen Der Kampf gegen Berlin passierte die Filmzensur am 30. November 1925 und wurde am 22. Januar 1926 in Berlins Marmorhaus uraufgeführt. Der mit Jugendverbot belegte Sechsakter besaß eine Länge von 1734 Meter. 
Willy Zeunert übernahm die Aufnahmeleitung. Alfred Junge entwarf die von Fritz Maurischat umgesetzten Filmbauten. 

## Kritiken
Das Filmbote befand: „Aldini bewährt sich hier nicht nur als fabelhafter Sensationsdarsteller, bei dessen verwegenen Akrobatenstücken sich einem das Haar sträubt, sondern auch als liebenswürdiger, feiner Salonschauspieler, der sich auch in humoristischen Szenen vollkommen in seinem Element befindet.“.
In der Salzburger Chronik hieß es, der Film sei „gut arrangiert und sehenswert durch seine packenden Szenen, die oft auch der Komik ihr Recht lassen. Carlo Aldini glänzt durch seine Geschicklichkeit, mit der er auch die schwierigsten und gefährlichsten Situationen mit Eleganz beherrscht.“.